# Жарко Караматић
Жарко Караматић (Звечан, 8. јун 1988) је српски фудбалер који тренутно наступа за Трепчу.

## Каријера
Караматић је још као млад дошао у Младост из Апатина, а за први тим је дебитовао са 19 година у сезони 2007/08. Након епизода у Банату и Радничком, Караматић је 2012. године прешао у Славију из Сарајева. Исте године, у летњем прелазном року, постао је фудбалер Сарајева. Играо је у квалификацијама за Лигу Европе и постигао један погодак. Караматић је пролећни део 2013. провео у Раднику из Бијељине. Наредну сезону поново је провео у Славији из Источног Сарајева. Након тога је напустио клуб. У Босни и Херцеговини наступао је још за Травник. Лета 2016. приступио је екипи Мокре Горе, а две године касније се вратио у Трепчу.